# Glomeris guttata
Glomeris guttata är en mångfotingart som beskrevs av Risso 1826. Glomeris guttata ingår i släktet Glomeris och familjen klotdubbelfotingar.

## Underarter
Arten delas in i följande underarter:
- G. g. biellensis
- G. g. fraxinivora
- G. g. limonensis
- G. g. luinensis
- G. g. molisia